# Cantó de Plouay
El cantó de Plouay (bretó Kanton Ploue) és una divisió administrativa francesa situat al departament d'Ar Mor-Bihan a la regió de Bretanya.

## Composició
El cantó aplega 6 comunes :
| Nom francès | Nom bretó | Població | km²    | Codi Postal | Codi INSEE |
| Bubry       | Bubri     | 2.358    | 69,09  | 56310       | 56026      |
| Calan       | Kalann    | 719      | 12,29  | 56240       | 56029      |
| Inguiniel   | An Ignel  | 1.890    | 51,40  | 56240       | 56089      |
| Lanvaudan   | Lanvodan  | 725      | 18,30  | 56240       | 56104      |
| Plouay      | Ploue     | 4.759    | 67,33  | 56240       | 56166      |
| Quistinic   | Kistinid  | 1.312    | 42,95  | 56310       | 56188      |
| Kanton      | Ploue     | 11.763   | 261,36 | -           | 5624       |

## Evolució demogràfica
| 1962   | 1968   | 1975   | 1982   | 1990   | 1999   |
| ------ | ------ | ------ | ------ | ------ | ------ |
| 13.509 | 12.364 | 11.756 | 11.700 | 12.110 | 11.763 |

## Història
| Data d'elecció                           | Identitat           | Partit        | Qualitat |
| ---------------------------------------- | ------------------- | ------------- | -------- |
| 2001-2008                                | Michel Poulin       | Divers droite |          |
| 2008-                                    | Jean-Rémy Kervarrec | Divers droite |          |
| les dades anteriors no són pas conegudes |                     |               |          |
|                                          |                     |               |          |